# Gabriel Setterblom
Gabriel Ostad Setterblom (* 22. November 1997 in Oslo) ist ein norwegischer Handballspieler.

## Karriere

### Im Verein
Gabriel Setterblom spielte zunächst in Norwegen für HK Herulf und ab 2015 für Halden Topphåndball. 2019 wechselte er zu Kolstad Håndball. Mit Kolstad gewann er 2023 die norwegische Meisterschaft. Zur Saison 2024/25 wechselte er nach Dänemark in den Kader von SønderjyskE Håndbold.

### In Auswahlmannschaften
Am 6. Januar 2024 gab er sein Debüt in der norwegischen Nationalmannschaft gegen die Niederlande, nachdem sich Christoffer Rambo zuvor verletzt hatte. Er stand zunächst nur im erweiterten Kader für die Europameisterschaft 2024. Aufgrund der Verletzung von Magnus Rød rückte er im letzten Vorrundenspiel in den Kader auf. Er belegte mit Norwegen den 9. Platz und bestritt im Turnier ein Spiel, in welchem er ein Tor erzielte.